# Wûnseradiel

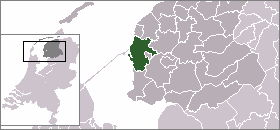
Wûnseradiels läge

Wûnseradiel (nl. Wunseradeel) var en kommun i provinsen Friesland i Nederländerna. Kommunens totala area var 317,68 km² (där 159,18 km² är vatten) och invånarantalet är på 11 866 invånare (2005). Kommunen gick 1 januari 2011 upp i Súdwest-Fryslân och upphörde därmed som kommun.